# Церква Архістратига Михаїла (Воля-Висоцька)
Церква Архістратига Михаїла у Волі-Висоцькій — дерев'яний храм УГКЦ, пам'ятка архітектури національного значення в селі Волі-Висоцькій Жовківської громади Львівського району Львівської области України.

## Історія
Дерев'яний храм перекритий ґонтом був зведений в 1598 році. На церковному престолі був антимінс від єпископа Атанасія Шептицького, який був датований 1723 роком.
П'ятиярусний іконостас храму походить із 17 століття. Український іконописець Іван Руткович для іконостаса створив дияконські врата, ікони чину Моління, пророчого ярусу і Тайної вечері.
У 1880—1891, 1970-х та 1992 роках у церкві проводилися ремонтні роботи. У радянський період храм був зачинений. Богослужіння відновили в 1989 році.
Поруч з церквою є цвинтар, серед надгробків якого є давні поховання, так і могили сучасних героїв, які загинули під час російсько-української війни.

## Парохи
- о. Яків Осташевич
- о. Венедикт Ольшанський (1828—1837)
- о. Орест Хомчинський (1839—1855)
- о. Варлаам Шемердицький (1855—1872)
- о. Іван Барусевич (1872—1881)
- о. Амвросій Тарчанин (1882—1886)
- о. Лонгин Карпович (1887—1891)
- о. Юліян Дацій (1892)
- о. Сильвестр Кизима (1893)
- о. Купріян Козловський (1894—1896)
- о. Мелетій Лончина (1897)
- о. Виссаріон Кулик (1898—1901)
- о. Онуфрій Бурдяк (1902, 1905—1906)
- о. Меланій Лукавський (1903—1904)
- о. Євген Мальчинський (1907—1918)
- о. Платонід Філяс (1920—1926)
- о. Арсеній Партика (1928—1930)
- о. Віталій Градюк (1934, співадміністратор)
- о. Йосиф Галабарда (1934, співадміністратор)
- о. Модест Пелех (1936—1939)